# 乌达区
39°29′53.11″N 106°43′02.54″E / 39.4980861°N 106.7173722°E
乌达区是内蒙古自治区乌海市下辖的一个市辖区。位于乌海西部，黄河西岸，面积220平方公里，110国道穿过乌达区，區人民政府駐勝利街。

## 行政区划
乌达区下辖7个街道办事处、1个镇：
三道坎街道、五虎山街道、新达街道、巴音赛街道、梁家沟街道、苏海图街道、滨海街道、乌兰淖尔镇和乌达经济开发区。

## 人口民族
根據第七次人口普查數據，截至2020年11月1日零時，烏達區常住人口為122696人。
烏達區總人口13萬人（2013年），轄區內有漢、蒙古、回、滿、朝鮮、達斡爾、俄羅斯、白、黎、錫伯、維吾爾、壯、鄂温克、鄂倫春等17個民族組成。
2008年，總人口為131,750人。